# Ču Jang-ču
Ču Jang-ču (čínsky pchin-jinem Zhu Yangzhu, znaky zjednodušené 朱杨柱, tradiční 朱楊柱; * září 1986) je čínský armádní letecký inženýr a astronaut, 601. člověk ve vesmíru. Od 30. května 2023 pobývá při svém prvním kosmickém letu na Vesmírné stanici Tchien-kung.

## Mládí a vzdělání
Narodil se v okrese Pchej čínské městské prefektury Sü-čou v provincii Ťiang-su. Zde také studoval střední školu sa poté v září 2005 vstoupil do Čínské lidové osvobozenecké armády a přihlásil se na Vysokou školu leteckého a materiálového inženýrství na Univerzitě národní obranné vědy a technologie v Čchang-ša, hlavním městě provincie Chu-nan. Věnoval se systémům a konstrukci vozidel, absolvoval v roce 2009.
Na univerzitě zůstal i na postgraduálním studiu v oblasti základního a inovativního výzkum vysokorychlostních vozidel a po absolvování doktorského programu v roce 2015 se zapojil do postdoktorského výzkumu. V roce 2017 mu byl doporučen vstup na Univerzitu leteckého a kosmického inženýrství, kde se stal docentem na Univerzitě leteckého inženýrství Strategických sil podpory v Pekingu.

## Kosmonaut
Čínský úřad pro pilotované vesmírné lety do vesmíru a Čínské středisko pro výcvik kosmonautů v roce 2018 zahájil výběr 3. skupiny čínských kosmonautů. Kromě vojenských pilotů byl zájem také o inženýry pro funkce letových inženýrů a civilní odborníky pro vědecké a technické vybavení). Z 2 500 kandidátů přijatých po přezkoumání přihlášek bylo ve třístupňovém výběrovém řízení ukončeném v září 2020 přijato 18 kosmonautů. Mezi sedmi v září 2020 vybranými letovými inženýry byl i Ču. Oficiální přísaha nové skupiny kosmonautů se odehrála v den státního svátku 1. října 2020.

### 1. kosmický let
V červnu 2022 byl vybrán do posádky dlouhodobé mise Šen-čou 16, jejíž složení bylo zveřejněno den před startem.
K půlročnímu pobytu na Vesmírné stanici Tchien-kung se vydal 30. května 2023 v 01:31:13 UTC v lodi Šen-čou 16. Doprovázeli ho velitel Ťing Chaj-pcheng a specialista pro užitečné zatížení Kuej Chaj-čchao. Ke stanici se připojili sedm hodin po startu v 08:29 a stali se její 5. dlouhodobou posádkou. A zároveň první, jejímž úkolem nebylo dokončení montáže a propojení modulů a systémů TSS, a místo toho se měla plně soustředit na vědecký a výzkumně-vývojový program. Ču se se svým velitelem vydal 20. července 2023 ke svému prvnímu svůj první – zhruba osmihodinovému – výstupu do volného prostoru, při kterém především nainstalovali a zprovoznili panoramatické kamery na vnější straně modulů Tchien-che a Meng-tchien. Let trval pět měsíců – Šen-čou 16 se od stanice odpojila 30. října 2023 v 12:37 UTC a poté 31. října 2023 v 00:11:32 UTC dosedla v přistávací oblasti Dongfeng v čínské autonomní oblasti Vnitřní Mongolsko.